# Antonio Sanfilippo
Antonio Sanfilippo (Partanna, 8 dicembre 1923 – Roma, 31 gennaio 1980) è stato un pittore italiano, che con la sua pittura ha contribuito dal 1945 all’affermazione dell'astrattismo in Italia.

## Biografia

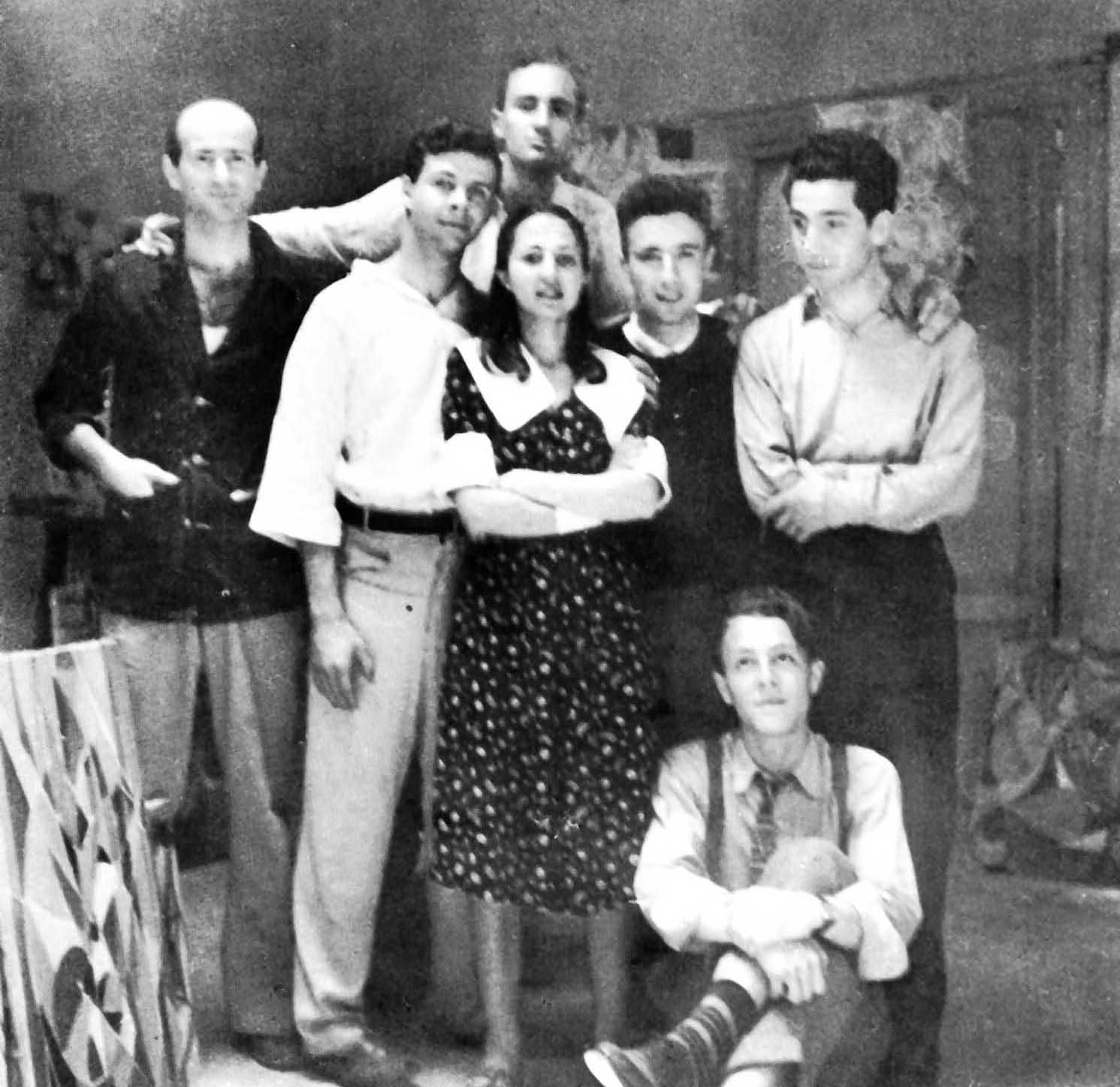
Il Gruppo Forma 1

Artista tra i più importanti dell'arte italiana ed europea del secondo dopoguerra, nasce nel 1923 a Partanna in provincia di Trapani. Dopo gli studi al Liceo artistico di Palermo, dove è allievo di Michele Dixitdomino e, per Storia dell'arte, di Guido Ballo, frequenta l'Accademia di belle arti di Firenze, allievo di Felice Carena, e l'Accademia di belle arti di Palermo, allievo di Giovanni Rosone, e si avvicina al Neocubismo.
Nel 1947 aderisce al formalismo e firma, con gli amici Pietro Consagra, Ugo Attardi, Piero Dorazio, Mino Guerrini, Achille Perilli, Giulio Turcato e con Carla Accardi (che sposerà nel 1949), il manifesto del Gruppo Forma 1 dando vita all'omonimo gruppo di avanguardia d'ispirazione marxista: "Noi ci proclamiamo formalisti e marxisti, convinti che i termini marxismo e formalismo non siano inconciliabili", si legge nel primo ed unico numero della rivista Forma pubblicato il 15 aprile 1947.
Espone alla XXIV Biennale di Venezia del 1948; parteciperà anche alle edizioni del 1954 e del 1964 e, con una sala personale, a quella del 1966; nel 1948 partecipa alla Rassegna nazionale di arti figurative (V Quadriennale Nazionale d'Arte) di Roma; esporrà anche alla VII Quadriennale di Roma del 1955. 
La sua fu sempre una ricerca basata sul segno.
Muore a Roma in un incidente stradale il 31 gennaio del 1980 all'età di 56 anni.
Sue opere sono presenti nella Galleria nazionale d'arte moderna e contemporanea di Roma (GNAM) (Sala 19: Evoluzione e approdi dell'arte astratta: Paesaggio, 1949) e alla Galleria La Salerniana di Erice.
Nel 2007 è stato pubblicato il Catalogo generale di Antonio Sanfilippo.

## Antonio Sanfilippo nei musei
- Museo di arte contemporanea (MACRO) di Roma
- Gallerie d'Italia - Milano di Milano
- Museo d'arte contemporanea della Sicilia - Palazzo Riso di Palermo
- Museo Fortunato Calleri di Catania
- Collezione Roberto Casamonti, Firenze